# 丰源水库
丰源水库是中国江西省吉安市永新县境内的一座水库，位于禾水支流桃花河上，建于1972年。水库正常库容为1220万立方米，平均水深为15.00米，集雨面积为21平方千米，海拔为170米。